# Okerkeelbladspeurder
De okerkeelbladspeurder (Automolus ochrolaemus) is een zangvogel uit de familie Furnariidae (ovenvogels).

## Verspreiding en leefgebied
Deze soort telt vier ondersoorten:
- A. o. pallidigularis: van oostelijk Panama tot Colombia en noordwestelijk Ecuador.
- A. o. turdinus: het Amazonebekken ten noorden van de Amazonerivier.
- A. o. ochrolaemus: het zuidwestelijk Amazonebekken ten zuiden van de Amazonerivier.
- A. o. auricularis: van centraal Brazilië tot noordoostelijk Bolivia.

## Status
De grootte van de populatie is niet gekwantificeerd maar aangenomen wordt deze vrij groot is vanwege het grote verspreidingsgebied en de waarnemingsfrequentie. Op de Rode lijst van de IUCN heeft deze soort de status niet bedreigd.